# 1899 en santé et médecine
| Années de la santé et de la médecine : 1896 - 1897 - 1898 - 1899 - 1900 - 1901 - 1902    |
| Décennies de la santé et de la médecine : 1860 - 1870 - 1880 - 1890 - 1900 - 1910 - 1920 |

Cet article présente les faits marquants de l'année 1899 en santé et médecine.

## Événements
- 6 mars : dépôt du brevet de l'aspirine par le laboratoire allemand Bayer[1].
- 20 avril : création du premier système d’Assistance médicale indigène, à Madagascar, par Joseph Gallieni, gouverneur général de la colonie[2]. L'initiative sera reprise dans toutes les colonies françaises d’Afrique et d'Indochine.

- Sans date précise :
  - Dorothée Chellier quitte l'Algérie française, où elle avait été la première femme médecin[3].
  - Frederick Montizambert quitte la Grosse Île du fleuve Saint-Laurent. Il avait dirigé, durant trente ans, la modernisation de cette île de quarantaine[4]. Il continuera dans le ministère canadien de l'agriculture son travail pour la santé publique[5].
  - Madeleine Pelletier se voit décerner par la ville de Paris une bourse pour étudier la médecine[6].
  - Louis-Joseph-Alfred Simard devient doyen de la faculté de médecine de l'université Laval[7].
  - On compte en Allemagne 400 étudiantes en médecine.
  - « À Montréal, en 1899, on compte 2 071 morts pour 7 715 naissances, soit un taux de 26,8 %. Les statistiques de la ville de Québec pour la même année sont encore plus significatives : sur 1 332 naissances, on compte 665 morts, soit un taux de 49,9 %[8] ».

## Naissances
- 8 juin : Ernst-Robert Grawitz, médecin nazi, responsable avec d'autres de l'assassinat d'un grand nombre de handicapés et de juifs ainsi que d'expériences pseudo-médicales.
- 31 octobre : André Lichtwitz, combattant de la Grande Guerre, résistant, médecin de de Gaulle.

## Décès
- 7 juillet : James Elliot Graham, médecin et professeur canadien[9]
- 25 août : Lucien Quélet, médecin, naturaliste et mycologue.
- Sans date précise :
  - August Wicke (de) médecin du Togoland[10].

## Publications
- Manuel MSD (appelé Manuel Merck aux États-Unis et au Canada)[11].
- Thomas Clifford Allbutt, A system of medicine, vol. VIII et dernier de la première édition[12].
- John Mitchell Bruce (en), The principles of treatment and their applications in practical medicine[13].
- Louis-Édouard Fortier, L'École de médecine[14].
- William Osler, The principles and practice of medicine, New York, D. Appelton and Co.
- Roswell Park (en), An epitome of the history of medicine
- Édouard Toulouse, « Les médecins des asiles », dans Revue de psychiatrie.
- Otto Georg Wetterstrand (sv), L'hypnotisme et ses applications à la médecine pratique, trad. Paul Valentin, Paris, O. Doin.